# پیورودورجیین اورخون
پیورودورجیین اورخون (به مغولی: Пүрэвдоржийн Орхон،  زادهٔ ۲۵ دسامبر ۱۹۹۳) کشتی گیر زن کشور مغولستان است. وی سابقه حضور در المپیک ۲۰۲۴ پاریس را دارد.
از افتخارات وی می‌توان به کسب مدال طلا مسابقات قهرمانی کشتی جهان ۲۰۱۷ اشاره کرد.